# Natalia Doco
Natalia Doco est une chanteuse argentine, née le 6 septembre 1982 à Buenos Aires.

## Biographie
Natalia Doco naît à Buenos Aires le 6 septembre 1982.
Elle commence à se faire connaître sur Internet en interprétant de nombreuses reprises, qu'elle chante également dans les bars,. En 2004, Natalia Doco est candidate de l’émission Operación Triunfo (es), la version argentine de Star Academy,. N'y réussissant pas et vivant mal cette expérience, elle part pour plusieurs années au Mexique (cinq ou six ans selon les sources) pour prendre du recul, et pour apprendre le métier de chanteuse en se produisant dans des clubs ou des fêtes populaires, où elle reprend à la fois des chansons traditionnelles et de la variété internationale.
Elle fait un voyage en Europe en 2011 et décide de s'installer à Paris après y avoir rencontré Florian Delavega, avec qui elle forme rapidement un couple.
En 2014, elle sort un EP en mai, Freezing, puis son premier album en juin, Mucho Chino. Chanté en espagnol, en français et en anglais, cet album comprend plusieurs reprises : Et pourtant de Charles Aznavour, And I Love Her des Beatles, La Celestina de Lhasa et The Way I Am d'Ingrid Michaelson. Son single Respira sort en juin 2015. Elle se produit en première partie de plusieurs artistes, dont Gilberto Gil.
Toujours en 2014, Imany fait appel à elle pour assurer l'une des voix de la bande originale du film Sous les jupes des filles d'Audrey Dana. Imany la convie ensuite à participer à des concerts organisés en faveur de la lutte contre l'endométriose en 2015 et 2016.
Malgré un certain succès, elle considère que son premier album ne lui correspond pas assez et crée son propre label aux côtés de son manager et de son compagnon. Pour son nouveau projet, elle contacte le musicien argentin Axel Krygier, avec qui elle rêve de travailler et qui accepte. Après une collaboration à distance, Natalia Doco part enregistrer son deuxième album en Argentine en octobre 2015. Intitulé El Buen Gualicho, chanté en espagnol et en français, cet album sort en septembre 2017. El Buen Gualicho reçoit notamment des critiques positives dans Le Monde et Madmoizelle. En annonçant la sortie de cet album sur Instagram, elle révèle aussi publiquement que Florian Delavega et elle attendent un enfant. En janvier 2018, elle donne naissance à un garçon.

## Discographie
Albums
- 2014 : Mucho Chino (Belleville Music)
- 2017 : El Buen Gualicho (Casa Del Árbol)
- 2023 : La Sagrada

Single et EP
- 2014 : Freezing
- 2015 : Respira

Participation
- 2014 : Sous les jupes des filles (bande originale) - 3 titres

## Distinction
- Prix Talents W9 2015 : nomination (parmi 40 personnes et groupes sélectionnés)[12]